# Dasyscyphus fimbriifer
Dasyscyphus fimbriifer är en svampart som först beskrevs av Berk. & M.A. Curtis, och fick sitt nu gällande namn av Pier Andrea Saccardo 1889. Dasyscyphus fimbriifer ingår i släktet Dasyscyphus och familjen Hyaloscyphaceae.   Inga underarter finns listade i Catalogue of Life.